# الکس برنگر
الکس برنگر (انگلیسی: Álex Berenguer؛ زادهٔ ۴ ژوئیهٔ ۱۹۹۵) بازیکن فوتبال اهل اسپانیا است.
از باشگاه‌هایی که در آن بازی کرده‌است می‌توان به باشگاه فوتبال اتلتیک بیلبائو، باشگاه فوتبال تورینو، و باشگاه فوتبال اوساسونا اشاره کرد.